# Marcin Nowak (filmowiec)
Marcin Tadeusz Nowak (ur. 3 marca 1978 w Łodzi) – producent, reżyser oraz twórca efektów specjalnych. Ukończył studia na kierunku operatorskim w prywatnej szkole w Łodzi oraz na Wydziale Montażu w PWSFTviT w Łodzi. Pierwsze doświadczenia filmowe sprawiły, że skupił swoją uwagę na efektach specjalnych, w szczególności na compositingu. Zajmuje się produkcją, postprodukcją, efektami specjalnymi i animacją. W 2012 r. założył przedsiębiorstwo Efektpol z siedzibą w Łodzi.

## Dorobek

### Gry komputerowe
W 2003 r., Marcin Nowak rozpoczął pracę nad grą komputerową Wiedźmin (2007) jako scenarzysta, główny reżyser przerywników filmowych, reżyser oraz aktor motion capture – był jednym z pierwszych w Polsce, który użył tej techniki. W grze Wiedźmin 2: Zabójcy królów (2011), był odpowiedzialny za główne trailery i materiały dodatkowe. W projekcie Dying Light (2015) Marcin Nowak był reżyserem przerywników filmowych, reżyserem motion capture oraz scenarzystą.

### Filmy
W filmie Wojna polsko-ruska (2009) Marcin Nowak był reżyserem efektów specjalnych. Nadzorował efekty specjalne w Ixjanie (2012). Był reżyserem drugiej ekipy oraz reżyserem efektów specjalnych w Obławie (2012). W filmie Dziewczyna z szafy sprawował nadzór nad pre-produkcją efektów specjalnych na planie. Był również konsultantem ds. efektów specjalnych w Pani z przedszkola (2014).

### Filmy krótkometrażowe i klipy wideo
W 2006 r., Marcin Nowak był współautorem klipu Spaliny dla zespołu Cool Kids of Death. Przy reżyserii klipu Do jutra (2009) Borysa Szyca użyte zostały przez niego stare techniki lalkarskie oraz miniatury. W 2012 r., w ciągu jednego miesiąca stworzył animację Kochanie, zabiłam nasze koty na podstawie powieści Doroty Masłowskiej. Marcin Nowak wyreżyserował serię reklam telewizyjnych dla przedsiębiorstwa Paperlinx Packaging.